# Roi Mondo
Le roi Mondo (King Mondo en version originale) est un personnage de l’univers fictif des Power Rangers, apparu dans les séries télévisées Power Rangers : Zeo, la quatrième saison, diffusée en 1997, dans laquelle il est le principal méchant, et Power Rangers dans l'espace, la sixième saison, diffusée en 1998.

## Apparitions

### Power Rangers: Zeo
Dans Power Rangers : Zeo, Mondo est le roi de l’empire des Machines ; lui-même une machine, il méprise les êtres humains et tout ce qui touche aux sentiments et aux valeurs. Il n’est gentil qu’avec sa femme, la reine Machina et son jeune fils le prince Sprocket, lorsque Klank et Orbus ont une bonne idée, Mondo félicite son fils d'avoir eu cette excellente idée, et Klank n'a pas intérêt à dire le contraire.
Le roi Mondo est craint à travers tout l’univers. Même Rita et Zedd ont peur de lui et Master Vile reconnait lui-même que Mondo fait bien plus peur que lui.
Face aux échecs répétés de ses monstres machines pour éliminer les Zeo Rangers et s’emparer des pouvoirs du ranger doré, il décide de déterrer la puissante épée de Damoclès pour détruire les rangers. Mais les Zeo Zords viennent à bout de Mondo. Étant une machine, il sera réassemblé par ses soldats.
On découvrira que Mondo a un fils aîné, le Prince Gasket, qu'il méprise parce qu'il a épousé la Princesse Archerina, la fille de son ennemi juré le Roi Aradon. Sprocket déteste également son grand frère par jalousie, il n'y a que la Reine Machina qui manifeste de l'attention pour son fils aîné et sa belle-fille.
Le Prince Gasket et Archerina prendront temporairement la tête de l'Empire des Machines après la disparition de Mondo et la mort de Louie Kaboom, l'imposteur construit par Rita et Zedd pour tenter de s'emparer de l'Empire des Machines. Gasket et Archerina s’enfuiront après le retour de Mondo.
À son retour, Mondo tentera de nouveau de s’emparer des pouvoirs du ranger doré. Dans une ultime confrontation, Mondo et ses Cogs prendront une taille géante, pour affronter les rangers. Mondo sera une nouvelle fois battu et reconstruit pour la deuxième fois. À la suite de ce combat, Rita et Zedd viendront offrir un « cadeau » à la famille royale mécanique en gage de paix. En réalité, le cadeau sera une bombe, qui mettra en pièce Mondo et toute sa famille. Celui-ci promet de se venger.

### Power rangers dans l’espace
Dans Power Rangers dans l'espace, il est réparé pour la troisième fois et mène avec Rita, Zedd, Divatox et Astronéma la conquête de l’univers sous la bannière de Dark Specter. Il est détruit, réduit à l’état de poussière par la vague d’énergie de Zordon avec toute sa famille et son armée.